# Myosurus patagonicus
Myosurus patagonicus là một loài thực vật có hoa trong họ Mao lương. Loài này được Speg. mô tả khoa học đầu tiên.